# 斯文·拉肯马赫
斯文·拉肯马赫（德語：Sven Lakenmacher，1971年5月26日—），德国男子手球运动员。他曾代表德国国家队参加2000年夏季奥林匹克运动会手球比赛，获得第5名。

## 家庭
父亲沃尔夫冈·拉肯马赫。